# Versorgungskommando 800
Das Versorgungskommando 800 war eines der Versorgungskommandos des Territorialheeres im Heer der Bundeswehr. Der Stabssitz war Lingen. Das Versorgungskommando war dem Territorialkommando Nord unterstellt.

## Aufträge
Das Versorgungskommando bündelte auf Ebene des Territorialkommandos die Truppenteile der Instandsetzungs- und Nachschubtruppe. Während im Feldheer auf Ebene der Korps die Instandsetzung und der Nachschub in getrennten Truppenteilen organisiert wurde (je drei Instandsetzungs- und Nachschubkommandos), entschloss man sich im Territorialheer auf Ebene der Territorialkommandos die Kräfte in den Versorgungskommandos zu bündeln.
Ein Auftrag war zum einen die Prüfung, Wartung und Instandsetzung der Waffensysteme, Fahrzeuge, und elektronischen Geräte wie Fernmeldetechnik des Territorialkommandos. Die unterstellten Wehrbereiche führten eigene Truppenteile der Instandsetzungstruppe; lageabhängig unterstützte das Versorgungskommando diese nachgeordneten Verbände sowie Truppenteile des Feldheeres im Wehrbereich II und III. Das Versorgungskommando führte Reparaturen in allen Materialerhaltungsstufen durch. Für Arbeiten höherer Materialerhaltungstufen verfügte das Versorgungskommando über ein Heeresinstandsetzungswerk und Depotinstandsetzungsgruppen und koordinierte die Vergabe von Aufträgen an privatwirtschaftliche Unternehmen. Das Instandsetzungskommando 1 und andere Truppenteile der Instandsetzungstruppe im Feldheer übertrugen Aufträge höherer Materialerhaltungsstufen auf das Versorgungskommando.
Weitere Aufgabe war die Logistik im Operationsraum des Territorialkommandos. Das Versorgungskommando war für den Betrieb der  rückwärtigen (Haupt-)Depots des Heeres zuständig. Das Versorgungskommando sicherte den Nachschub für die Truppenteile des Territorialkommandos und führte (Wehr-)Material aus den rückwärtigen Gebieten zu (vorgeschobenen) Depots oder Umschlagplätzen des Feldheeres, wo die weitere Verteilung durch die Nachschubtruppe des Feldheeres, auf Ebene des Korps durch das Nachschubkommando 1, erfolgte. Nebenaufgabe des Versorgungskommandos war der Betrieb von Einrichtungen des Feldpostwesens. Für den Betrieb der Sanitätsdepots war eine enge Zusammenarbeit mit den Sanitätskommandos 1 und 800, die ihrerseits über beachtliche Transportkapazitäten verfügten, notwendig. Zur Unterstützung des Aufmarsches und zur logistischen Unterstützung der verbündeten Streitkräfte konnte das Versorgungskommando 800 lageabhängig die Unterstützungskommandos 3 und 8 unterstützen. Für den Umschlag von Betrieb- und Kraftstoffen war das Versorgungskommando auf die Pipelinepioniere des Pionierkommandos 800 angewiesen, die im Bereich des Versorgungskommandos mehrere Tanklager betrieben.
Im Frieden bestand das Versorgungskommando wie fast alle Verbände des Territorialheeres um 1989 nur wenigen aktiven Soldaten. Im Verteidigungsfall konnte das Versorgungskommando nach der Mobilmachung durch die Einberufung von Reservisten und Dienstverpflichtung von Zivilbeschäftigten auf rund 4000 Mann aufwachsen. Insgesamt entsprach die Größe des Versorgungskommandos damit nach der Mobilmachung in etwa der Größe einer der (kleinen) Brigaden des Feldheeres.

## Gliederung

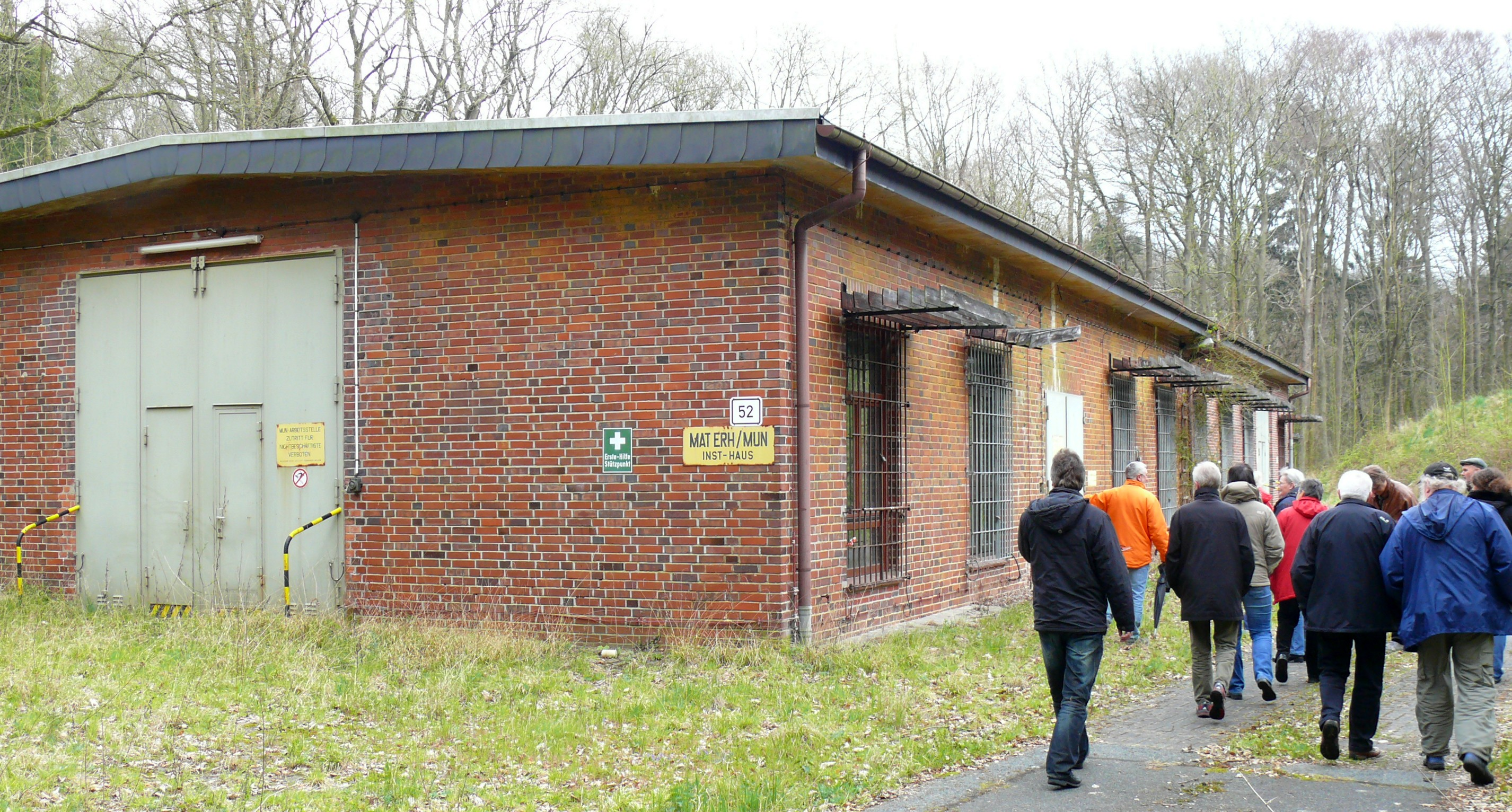
INST-Haus des Depots in Lübberstedt

Um 1989 gliederte sich das Versorgungskommando grob in:
- Stab/Stabskompanie Versorgungskommando 800, Lingen (Ems)
  -  Heeresinstandsetzungswerk 800, Jülich
  -  Instandsetzungskompanie 800 (Elektronik), Borken
  -  Transportbataillon 801 (gekadert), Köln
  -  Transportbataillon 802 (GerEinh), Dortmund
  -  Nachschubbataillon 804 (GerEinh), Wietmarschen
  -  Nachschubbataillon 805 (GerEinh), Köln
  -  Nachschubausbildungszentrum 800, Lingen

Hinweis: Privatwirtschaftlich betrieben wurde ein Panzerinstandsetzungswerk der Bundeswehr in Ichendorf. Die Gerätedepots befanden sich in Bork, Goch, Heiligenhaus, Hesedorf, Itterbeck, Ochtrup, Rheine, Straelen, Weener. Munitionsdepots befanden sich in Liebenau (vgl. Sondermunitionslager Liebenau), Lübberstedt, Lünten, Ochtrup, Olfen, Saerbeck, Walsrode. Sanitätsdepots wurden in Epe und Quakenbrück eingerichtet.

## Geschichte
Das Versorgungskommando wurde zur Einnahme der Heeresstruktur III 1970 in der Lingener Scharnhorst-Kaserne aufgestellt.
Nach Ende des Kalten Krieges wurde das Versorgungskommando 800 im März 1994 etwa zeitgleich mit der Auflösung des Territorialkommandos Nord außer Dienst gestellt. Teile wurden zur Aufstellung der  Logistikbrigade 1 mit Sitz des Stabes ebenfalls in Lingen verwendet.

## Verbandsabzeichen

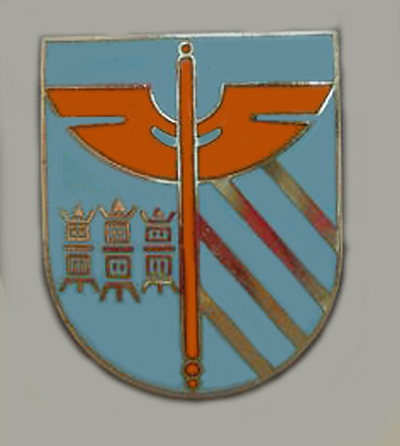
Internes Verbandsabzeichen des Stabes/Stabskompanie

Das Versorgungskommando führte aufgrund seiner Ausplanung als Teil der analog wie Korpstruppen direkt dem Territorialkommando unterstellten und unselbständigen Truppenteile kein eigenes Verbandsabzeichen. Die Soldaten trugen daher das Verbandsabzeichen des übergeordneten Territorialkommandos.
Als „Abzeichen“ wurde daher unpräzise manchmal das interne Verbandsabzeichen des Stabes und der Stabskompanie „pars pro toto“ für das gesamte Versorgungskommando genutzt. Es zeigte ähnlich wie im Barettabzeichen der Nachschubtruppe einen Flügelstab (Caduceus). Ähnlich wie im Lingener Stadtwappen zeigte es drei Türme. Blau war die Waffenfarbe der Truppengattung. Es ähnelte dem internen Verbandsabzeichen der späteren Logistikbrigade 1.